# Paralucia pyrodiscus
Paralucia pyrodiscus är en fjärilsart som beskrevs av Eduard Rosenstock 1885. Paralucia pyrodiscus ingår i släktet Paralucia och familjen juvelvingar. Inga underarter finns listade i Catalogue of Life.

## Bildgalleri

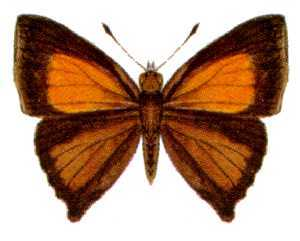